# Clubiona sopaikensis
Clubiona sopaikensis är en spindelart som beskrevs av Paik 1990. Clubiona sopaikensis ingår i släktet Clubiona och familjen säckspindlar. Inga underarter finns listade i Catalogue of Life.